# Wardenafil
Wardenafil – organiczny związek chemiczny, inhibitor fosfodiesterazy typu 5, wykorzystywany w leczeniu zaburzeń erekcji. Sprzedawany jest pod markami Levitra oraz Staxyn. Wardenafil został opracowany przez Bayer AG, GlaxoSmithKline oraz Schering-Plough.